# Floor Leene
Floor Leene (Rotterdam, 18 juni 1982) is een Nederlandse actrice en schrijver. Samen met Greg Nottrot staat zij aan de basis van het theatergezelschap Het NUT (Nieuw Utrechts Toneel).
Als actrice speelde zij in de theaterfeuilletons Vrijdans (geschreven door Gérard van Kalmthout en Ronald Giphart naar het toneelstuk Reigen van Arthur Schnitzler), en Maandageditie. In 2009 speelt zij de theatersolo JijBijMij die zij zelf schreef. Verder trad ze op bij de theaterfestivals van Oerol, Over het IJ Festival en Festival aan de Werf.